# Psychologie écologique
La psychologie écologique est une approche proposée par James J. Gibson centrée sur la relation entre l'animal et son environnement.
En janvier 2021, le neuropsychiatre français Boris Cyrulnik publie « Des âmes et des saisons, psycho-écologie ». Il y reprend la notion de psychologie écologique, science à la croisée de l’éthologie, de la géographie humaine et de la psychologie. Ou comment un milieu impacte l’homme dans ses activités et sa psyché.